# ルリタマアザミ
ルリタマアザミ（Echinops ritro）またはエキノプスは、キク科ヒゴタイ属の多年生植物。耐寒性がある。和名の漢字表示については「瑠璃玉薊」。

## 分布
南ヨーロッパおよび東ヨーロッパ（スペイン東部からトルコ、ウクライナ、ベラルーシまで）、および西アジア原産。